# Megaforce Records
Megaforce Records er et amerikansk pladeselskab, der mest af alt fokuserer på heavy/thrash metal- og rockgenrene, hvilket inkluderer bands som Metallica, Anthrax, S.O.D., Warren Haynes, The Disco Biscuits og Nile. Pladeselskabet har også skrevet kontrakt med Ministry, Bad Brains, Rose Hill Drive, Less Than Jake og Mushroomhead.[kilde mangler]

## Historie
Megaforce Records blev grundlagt i 1982 af musikbutiksejeren Jon Zazula, som pladeselskab for Metallica, da der ikke var andre der ville skrive kontrakt med dem. Megaforce har senere udgivet indspilninger fra mange andre grupper i rock- og metalgenren. Pladeselskabet distribuerer i USA gennem Sony BMG Music Entertainment/ RED Distribution. Megaforce driver også et større distributionsnetværk gennem sit søsterfirma MRI Associated Labels, som har udgivet albummer med artister som Robert Randolph, Andrew Bird, Fiery Furnaces, Medeski Martin & Wood og Dinosaur Jr.

## Kunstnere

### Heavy metal-bands og kunstnere
- Anthrax

- Blessed Death
- Blue Cheer
- Brendon Small
- Frehley's Comet
- Eric Steel
- Exciter
- Fozzy
- Grave Digger
- Icon
- King's X
- Living Colour
- Lucy Brown
- Manowar
- Mercyful Fate
- Metallica
- Ministry
- M.O.D.
- Mushroomhead
- Overkill
- Prophet
- Raven
- Skatenigs
- Skid Row
- Stormtroopers of Death (S.O.D)
- Sweaty Nipples
- Testament
- Trust
- T.T. Quick
- Vio-lence

### Andre kunstnere
- Ace Frehley
- Bad Brains
- Björk
- Blue October
- Das Racist
- Heems[1]
- Disco Biscuits
- Hank Williams III
- Lostprophets
- Meat Puppets
- They Might Be Giants
- Third Eye Blind
- Tribe After Tribe
- Truth & Salvage Co.
- Warren Haynes
- Wellwater Conspiracy
- Johnny Winter